# Nørre Vosborg Hede
Nørre Vosborg Hede er et hedeområde i Stråsø Plantage og ligger sydvest for Holstebro i Vestjylland. Nørre Vosborg Hede er et af de tre store hedearealer i Stråsø Plantage med Sønder Vosborg og Vind Hede som de to andre. Heden har navn efter herregården Nørre Vosborg, som den tidligere har været ejet af.
Heden er sammen med resten af Stråsø Plantage statsejet og administreres fra Klosterhede Statsskovdistrikt.

## Natur
Nørre Vosborg Hede er i lighed med andre heder i området præget af lav bevoksning med arter som hedelyng, klokkelyng, mosebølle, tyttebær, revling og den eneste naturlige højere plante, ene. Blandt de knap så almindelige arter finder man fx skovstjerne, guldblomme, tormentil og kattefod. Desuden finder man sjældne arter som vårkobjælde samt forskellige former for gøgeurter samt ulvefod.
Som på de øvrige heder i området har der tidligere levet urfugle på Nørre Vosborg Hede, men denne art er nu uddød i Danmark. I stedet er det fuglearter som gulspurv og skovpiber samt lidt mindre hyppigt rødrygget tornskade og stor tornskade, der lever på heden.
Øst for Nørre Vosborg Hede snor Lilleåen sig, og i den sydøstlige ende af heden ligger Lystlund Sø, hvor det er muligt at bade.

## Historie
På Nørre Vosborg Hede ligger fire gravhøje fra bronzealderen, og den højeste er Skovbjerg, hvorfra der er god udsigt over heden.
Heden hørte oprindeligt til Nørre Vosborg, der ligger ved Vemb, nordvest for heden. I slutningen af 1800-tallet blev heden lige som andre store og øde naturområder på Skovbjerg Bakkeø opkøbt af staten med henblik på skovplantning. Enkelte områder fik dog lov til at blive liggende i deres oprindelige former, heriblandt Nørre Vosborg Hede.
I nutiden er heden fredet og plejes i lighed med øvrige hedeområder i statsskovdistriktet ved græsning suppleret med, at de aggressive plantearter som bjergfyr og bævreasp skæres ned for at undgå, at de kommer til at dominere heden. Området er også en del af Natura 2000-område nr. 64 Heder og klitter på Skovbjerg Bakkeø, Idom Å og Ormstrup Hede.